# Blue Ensign

Blue Ensign
Flaggenverhältnis 1:2

Blue Ensign, 1620

Blue Ensign, 1707–1800

Die Blue Ensign ist eine britische Flagge. Sie besteht aus einem blauen Tuch mit dem Union Jack in der Gösch, wobei das Blau des Tuches den gleichen Farbton hat wie im Union Jack. Die Blue Ensign wird in Großbritannien seit 1864 als Dienstflagge zur See eingesetzt und ist Grundlage vieler Flaggen des Commonwealth of Nations.

## Geschichte
Die Blue Ensign stammt aus dem 17. Jahrhundert und enthielt ursprünglich die Flagge Englands im oberen Mast-Eck. Seit der Vereinigung mit Schottland im Jahre 1707 wird anstelle der englischen Flagge der Union Jack verwandt, der zunächst eine Mischung aus der englischen Flagge und der Schottischen Flagge war. Mit der Integration Irlands am 1. Januar 1801 kam das irische St.-Patricks-Kreuz, ein rotes Andreaskreuz auf weißem Grund, hinzu.
Bis zur Flottenreform 1864 wurde die Blue Ensign als eine der 3 Flaggen der britischen Royal Navy geführt (Blue Squadron). Seit 1864 führen britische Schiffe die Red Ensign als Handelsflagge, die Blue Ensign als Dienstflagge und die White Ensign als Seekriegsflagge. Ferner durften nun auch abhängige Gebiete und Kolonien die Blue Ensign mit einem eigenen Wappen (Badge) gestalten und als Dienstflagge führen.

## Beispiele für Blue Ensigns

Flagge Anguillas

### Britische Überseegebiete
Britische Überseegebiete:
- Flagge Anguillas
- Flagge der Britischen Jungferninseln
- Flagge der Cayman Islands
- Flagge der Falklandinseln
- Flagge Montserrats
- Flagge der Pitcairninseln
- Flagge St. Helenas
- Flagge Südgeorgiens und der Südlichen Sandwichinseln
- Flagge der Turks- und Caicosinseln

Flagge der Falklandinseln 1865–1933

Flagge Gambias 1888–1965

Flagge der Kronkolonie Hongkong 1959–1997

### Aktuelle National- und Provinzflaggen
Aktuelle National- und Provinzflaggen:
- Flagge Australiens
  - Flagge der Ashmore- und Cartierinseln
  - Flagge von New South Wales
  - Flagge von Queensland
  - Flagge von South Australia
  - Flagge von Tasmanien
  - Flagge von Victoria
  - Flagge von Western Australia
- Flagge Fidschis (hellblau)
- Flagge Neuseelands
  - Flagge der Cookinseln
- Flagge Tuvalus (hellblau)

### Historische Blue Ensigns
- historische Flagge der Elliceinseln bis 1978
- historische Flagge Fidschis bis 1970
- historische Flagge Gambias bis 1965
- historische Flagge Ghanas bis 1957
- historische Flagge der Gilbertinseln bis 1979
- historische Flagge Grenadas bis 1967
- historische Flagge Guyanas bis 1966
- historische Flagge Hongkongs bis 1997
- historische Flagge Republik der Ionischen Inseln bis 1864
- historische Flagge Britisch-Indiens bis 1947
- historische Flagge Jamaikas bis 1962
- historische Flagge Kanadas bis 1965
- historische Flagge Kenias bis 1963
- historische Flagge Malawis bis 1963
- historische Flagge Maltas bis 1947
- historische Flagge von Mauritius bis 1968
- historische Flagge Nigerias bis 1960
- historische Flagge Nordrhodesiens bis 1963
- historische Flagge Sarawaks bis 1963
- historische Flagge Südafrikas bis 1928
- historische Flagge Südjemens bis 1963
- historische Flagge Südrhodesiens bis 1964 (hellblau bis 1968)
- historische Flagge von Trinidad und Tobago bis 1962
- historische Flagge Ugandas bis 1962
- historische Flagge der Zentralafrikanischen Föderation bis 1963
- historische Flagge Zyperns bis 1960

Flagge Südaustraliens

Flagge von Tuvalu

indische Dienstflagge zur See

### Weitere Varianten
- Flagge des Britischen Territoriums im Indischen Ozean
- Flagge Hawaiis (Mischung aus Blue Ensign und dem Sternenbanner)
- Dienstflagge zur See der Republik Indien (Blue Ensign mit der Flagge Indiens anstelle des Union Jack)
- Flagge Niues (gelbes Flaggentuch mit Union Jack mit Sternen in der Gösch)